# Кулак (Караузенский сельский округ)
Кулак (каз. Құлақ) — упразднённое село в Казталовском районе Западно-Казахстанской области Казахстана. Упразднено в 2018 г. Входило в состав Караузенского сельского округа. Включено в состав села Караузен. Код КАТО — 274853300.

## Население
В 1999 году население села составляло 326 человек (167 мужчин и 159 женщин). По данным переписи 2009 года, в селе проживало 270 человек (127 мужчин и 143 женщины).